# Vampires Are Alive
Vampires Are Alive – utwór szwajcarskiego piosenkarza René „DJ-a Bobo” Baumanna napisany przez samego artystę we współpracy z Axelem Breitungiem, wydany jako singiel w kwietniu 2007 roku oraz promujący jego dziewiątą płytę studyjną zatytułowaną Vampires z maja tego samego roku.
W 2007 roku utwór reprezentował Szwajcarię w 54. Konkursie Piosenki Eurowizji organizowanym w Helsinkach. 10 maja utwór został zaprezentowany przez piosenkarza w półfinale widowiska i zajął w nim ostatecznie dwudzieste miejsce z 40 punktami na koncie, przez co nie awansował do finału.
Po wyborze piosenki na krajową propozycję eurowizyjną Federalna Unia Demokratyczna skrytykowała utwór oraz domagała się jego wycofania z konkursu z powodu „satanistycznych treści”. Chrześcijańska partia zebrała ponad 49 tys. głosów pod petycją dotyczącą dyskwalifikacji propozycji ze stawki konkursowej. Akcję protestacyjną skrytykował sam piosenkarz.
Utwór zadebiutował na trzecim miejscu szwajcarskiej listy przebojów.

## Lista utworów
CD single

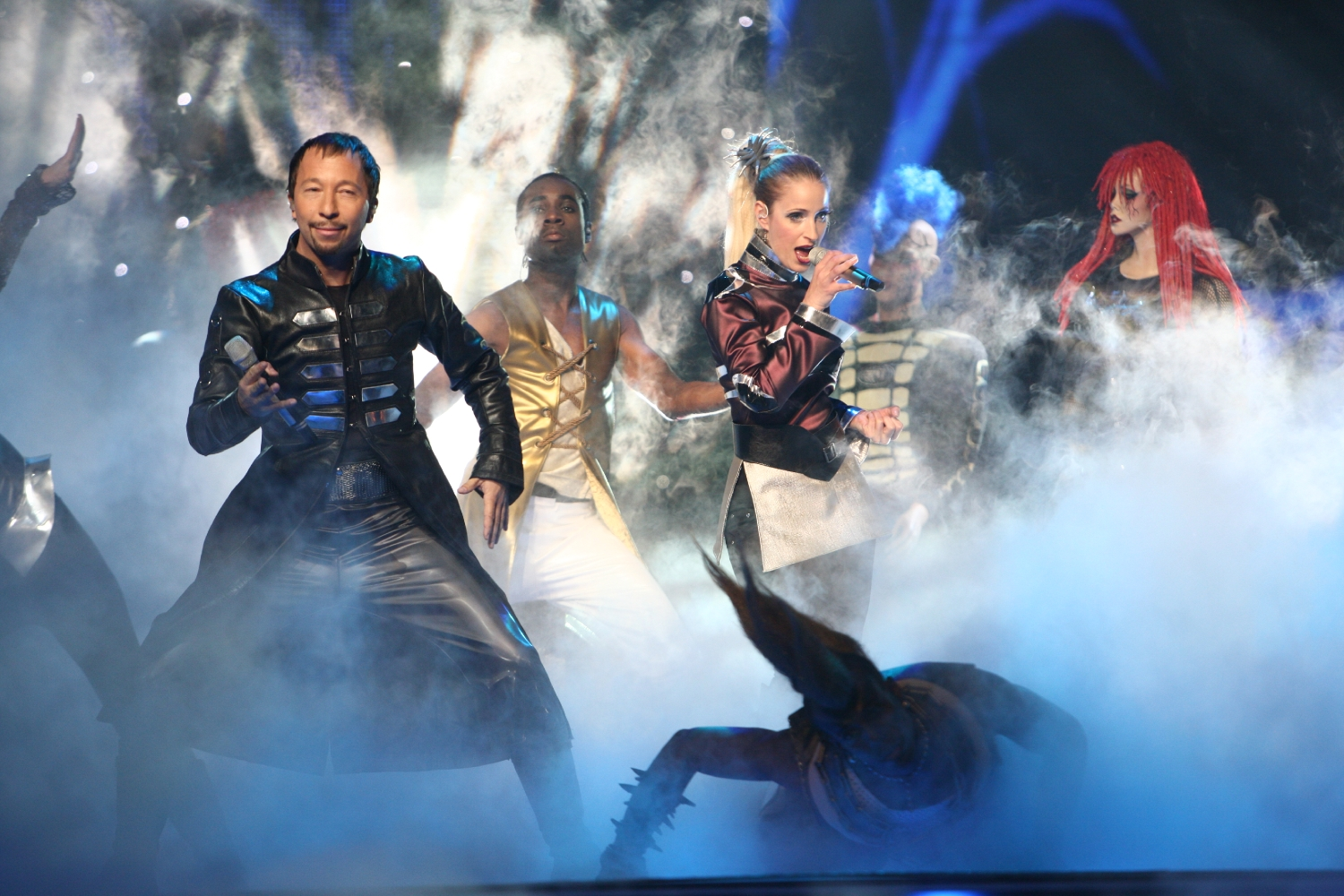
DJ Bobo podczas występu w 52. Konkursie Piosenki Eurowizji w 2007 roku

1. „Vampires Are Alive” (Single Version) – 2:46
2. „Vampires Are Alive” (Radio Version) – 3:19

CD maxi-single
1. „Vampires Are Alive” (Single Version) – 2:46
2. „Vampires Are Alive” (Radio Version) – 3:19
3. „Vampires Are Alive” (Single Version Instrumental) – 2:46
4. „Vampires Are Alive” (Radio Version Instrumental) – 3:19

- Teledysk do „Vampires Are Alive”
- Kulisy powstawania teledysku do „Vampires Are Alive”

## Notowania na listach przebojów
| Kraj       | Lista (2010)   | Miejsce |
| ---------- | -------------- | ------- |
| Szwajcaria | Singles Top 75 | 3       |